# Gjermund Bråten
Pour les articles homonymes, voir Bråten.
Gjermund Bråten, né le 23 octobre 1990 à Drammen, est un snowboardeur norvégien spécialisé dans les épreuves de half-pipe, de big air et de slopestyle.

## Biographie
Au cours de sa carrière, il a pris part aux Jeux olympiques d'hiver de 2014, qui est sa dernière compétition internationale et il a participé à un mondial où sa meilleure performance est une vingt-septième place en big air en 2009 à Gangwon, enfin en coupe du monde il est monté à trois reprises sur un podium dont une seconde place le 14 mars 2008 à Valmalenco.
Il est le frère du skieur acrobatique Øystein Bråten.

## Palmarès

### Jeux olympiques
| Édition/Discipline | Slopestyle |
| JO 2014            | 12e        |

### Championnats du monde
| Édition/Discipline | Half pipe | Big air |
| Mondiaux 2007      | 56e       | 27e     |

### Coupe du monde
- Meilleur classement général : 12e en 2006.
- Meilleur classement de half pipe : 8e en 2008.
- 3 podiums en half pipe.